# Gare de Lorraine TGV
Gare de Lorraine TGV vasútállomás Franciaországban, Louvigny településen.

## Vasútvonalak
Az állomást az alábbi vasútvonalak érintik:
- LGV Est

## Kapcsolódó állomások
A vasútállomáshoz az alábbi állomások vannak a legközelebb:
- Gare de Meuse TGV